# Johann Christoph Friedrich Heise
Johann Christoph Friedrich Heise (* 1718 in Kerstlingerode; † Oktober 1804 in Braunschweig) war ein deutscher Jurist und Schriftsteller. Er war von 1764 bis 1769  Bibliothekar der Bibliothek des Collegium Carolinum, Vorgängereinrichtung der heutigen Universitätsbibliothek Braunschweig.

## Leben
Er studierte Rechtswissenschaft in Göttingen und war nach dem Examen als Advokat in Celle tätig. Im Jahre 1746 ging er als „öffentlicher Hofmeister“ an das Collegium Carolinum Braunschweig, wo er geographische und statistische Vorlesungen hielt. Nach dem Tode Baudis’ wurde ihm 1764 die Aufsicht über die Bibliothek des Collegium Carolinum übertragen, die er bis zu seinem Ausscheiden 1769 innehatte. Heise trat anschließend als Geheimer Kanzleisekretär in den Dienst der Herzoglichen Ministerialverwaltung.
Heise war als Dichter lateinischer Oden bekannt. Von 1753 bis 1777 publizierte er im Hannoverschen Magazin, in den Braunschweigischen Anzeigen und in den Hannoverschen Anzeigen zahlreiche Aufsätze zu geographischen, ethnographischen und kulturhistorischen Themen.

## Schriften (Auswahl)
- Von dem Aufstande der Amerikaner und Schwarzen in einigen Ländern von Amerika. In: Hannoverisches Magazin. Nr. 12. Hannover 26. September 1775, S. 1217–1232 (books.google.com).